# Герои Социалистического Труда Сахалинской области
В настоящий список включены:

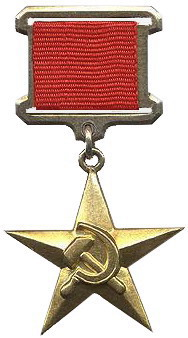
Золотая медаль «Серп и Молот»

- Герои Социалистического Труда, на момент присвоения звания проживавшие на территории современного Сахалинской области, — 53 человека;
- уроженцы Сахалинской области, удостоенные звания Героя Социалистического Труда в других регионах СССР, — 1 человек.
- Герои Социалистического Труда, прибывшие на постоянное проживание в Сахалинскую область, — 1 человек.

В таблицах отображены фамилия, имя и отчество Героев, должность и место работы на момент присвоения звания, дата Указа Президиума Верховного Совета СССР, отрасль народного хозяйства, место рождения/проживания, а также ссылка на биографическую статью на сайте «Герои страны». Формат таблиц предусматривает возможность сортировки по указанным параметрам путём нажатия на стрелку в нужной графе.

## История
Первым в Сахалинской области звания Героя Социалистического Труда был удостоен начальник участка бурения объединения «Дальнефть» Г. Т. Подшивайлов, которому эта высшая степень отличия была присвоена Указом Президиума Верховного Совета СССР от 8 мая 1948 года за выдающиеся заслуги в деле увеличения добычи нефти, разведки новых нефтяных месторождений и бурения нефтяных скважин.
Подавляющее большинство Героев Социалистического Труда в Сахалинской области приходится на рыбопромысловую отрасль — 15 человек; сельское хозяйство — 11; угольную промышленность — 7; транспорт — 6; лесную, нефтяную промышленность, строительство — по 4; автодорожное хозяйство, связь — по 1.

## Лица, удостоенные звания Героя Социалистического Труда в Сахалинской области
| №  | Фамилия, имя, отчество          | Даты жизни              | Деятельность | Дата присвоения | Отрасль       | Место рождения                  | ГС        |
| -- | ------------------------------- | ----------------------- | --- | --------------- | ------------- | ------------------------------- | --------- |
| 1  | Арбузов Александр Алексеевич    | 03.02.1945 — 11.10.2015 | Капитан-директор большого морозильного рыболовного траулера «Мыс Сенявина» Сахалинского производственного объединения рыбной промышленности Министерства рыбного хозяйства СССР                                         | 19.08.1988      | рыбхоз        | *Приморский край                | [ ГС 1 ]  |
| 2  | Бармута Владимир Иванович       | род. 29.07.1939         | Капитан-директор большого рыболовного траулера «Мыс Сенявина» Сахалинского производственного объединения рыбной промышленности Министерства рыбного хозяйства СССР, гор. Невельск Сахалинской области                   | 12.05.1977      | рыбхоз        | *Брестская область              | [ ГС 2 ]  |
| 3  | Баскаков Александр Иванович     | 30.09.1927 — 27.02.2007 | Машинист бумагоделательной машины Углегорского целлюлозно-бумажного комбината Министерства целлюлозно-бумажной промышленности СССР, Сахалинская область                                                                 | 04.03.1976      | леспром       | *Тверская область               | [ ГС 3 ]  |
| 4  | Богатырёв Павел Степанович      | 26.10.1924 — 05.01.2003 | Капитан среднего рыболовного морозильного траулера «Боцман» Всесоюзного рыбопромышленного объединения Дальневосточного бассейна Министерства рыбного хозяйства СССР, гор. Невельск Сахалинской области                  | 09.10.1980      | рыбхоз        | *Курганская область             | [ ГС 4 ]  |
| 5  | Богметенко Алексей Савельевич   | 26.01.1930 — 09.01.2003 | Капитан среднего рыболовного морозильного траулера «Марково» Холмского управления морского рыболовного и зверобойного флота Министерства рыбного хозяйства СССР, Сахалинская область                                    | 26.04.1971      | рыбхоз        | *Приморский край                | [ ГС 5 ]  |
| 6  | Буравцева Клавдия Михайловна    | 26.08.1923 — 30.05.1991 | Бригадир маляров Южно-Сахалинского управления отделочных работ объединения «Сахалинстрой» Министерства строительства предприятий тяжёлой индустрии СССР, Сахалинская область                                            | 05.04.1971      | строительство | *Новосибирская область          | [ ГС 6 ]  |
| 7  | Былков Василий Степанович       | 07.03.1932 — 04.01.1999 | Капитан теплохода «Пионер Камчатки» Сахалинского морского пароходства Министерства морского флота СССР | 20.07.1984      | транспорт     | *Хабаровский край               | [ ГС 7 ]  |
| 8  | Воронков Владимир Андреевич     | 23.09.1926 — 07.03.1991 | Капитан среднего рыболовного тральщика «Наяхан» управления активного морского лова и транспорта Главсахалинрыбпрома Министерства рыбной промышленности СССР, гор. Невельск Сахалинской области                          | 02.03.1957      | рыбхоз        | *Ростовская область             | [ ГС 8 ]  |
| 9  | Воротников Борис Васильевич     | 18.02.1928 — 23.12.2003 | Буровой мастер конторы бурения № 2 объединения «Сахалиннефть» Министерства нефтяной промышленности СССР, гор. Южно-Сахалинск Сахалинской области                                                                        | 30.03.1971      | нефтепром     | Охинский район                  | [ ГС 9 ]  |
| 10 | Гайдук Владимир Павлович        | 01.06.1927 — 05.12.1987 | Директор совхоза «Комсомолец» Анивского района Сахалинской области | 19.08.1987      | сельхоз       | *Свердловская область           | [ ГС 10 ] |
| 11 | Грицук Игорь Николаевич         | 25.12.1916 — 22.08.1965 | Капитан парохода «Азов» Сахалинского государственного морского пароходства Министерства морского флота СССР, | 03.08.1960      | транспорт     | *Витебская область              | [ ГС 11 ] |
| 12 | Гурьев Иван Кузьмич             | 09.07.1933 — 09.03.2008 | Капитан рыболовного сейнера «Ольхон» Управления сейнерного флота, гор. Холмск Сахалинской области | 13.04.1963      | рыбхоз        | *Красноярский край              | [ ГС 12 ] |
| 13 | Дрозд Николай Ильич             | 1926—1991               | Монтёр Углегорского эксплуатационно-технического узла связи Министерства связи СССР, Сахалинская область | 04.05.1971      | связь         | *Черниговская область           | [ ГС 13 ] |
| 14 | Дюкарев Павел Григорьевич       | 05.05.1926 — 21.07.1986 | Машинист экскаватора Южно-Сахалинского дорожно-строительного управления № 1 Министерства строительства и эксплуатации автомобильных дорог РСФСР, Сахалинская область                                                    | 04.05.1971      | автодор       | *Белгородская область           | [ ГС 14 ] |
| 15 | Ефименко Нина Федосовна         | род. 1941 — 04.04.2005  | Мастер машинного доения совхоза «Краснопольский» Углегорского района Сахалинской области | 14.12.1984      | сельхоз       | *Брянская область               | [ ГС 15 ] |
| 16 | Илютичева Валентина Лукинична   | 09.12.1937 — 03.2018    | Оператор машинного доения совхоза «Соколовский» Долинского района Сахалинской области | 10.05.1988      | сельхоз       | Александровск-Сахалинский район | [ ГС 16 ] |
| 17 | Кайгородов Семён Евлампиевич    | 1913 — ????             | Бригадир комплексной бригады шахты № 10/13 комбината «Сахалинуголь», Сахалинская область | 28.05.1960      | углепром      | *Амурская область               | [ ГС 17 ] |
| 18 | Караулов Кирилл Иванович        | 1916—1968               | Бригадир навалоотбойщиков шахты Мгачи комбината «Сахалинуголь» Министерства угольной промышленности восточных районов СССР, Сахалинская область                                                                         | 28.08.1948      | углепром      | *Брянская область               | [ ГС 18 ] |
| 19 | Ковалёв Иван Васильевич         | 01.03.1908 — 01.03.1967 | Председатель рыболовецкого колхоза имени Ворошилова Невельского района Сахалинской области | 02.03.1957      | рыбхоз        | *Астраханская область           | [ ГС 19 ] |
| 20 | Корсков Владимир Васильевич     | 03.11.1916 — 1988       | Капитан парохода «Мореход Кусков» Сахалинского морского пароходства Министерства морского флота СССР, гор. Холмск | 09.08.1963      | транспорт     | *Приморский край                | [ ГС 20 ] |
| 21 | Косоногов Алексей Ильич         | 12.06.1929 — 15.10.1981 | Капитан рыболовного сейнера «Чугуев» Управления сейнерного флота, гор. Холмск Сахалинской области | 13.04.1963      | рыбхоз        | *Запорожская область            | [ ГС 21 ] |
| 22 | Костюченко Пётр Никифорович     | 04.09.1937 — 13.09.2013 | Бригадир укрупнённой комплексной бригады докеров-механизаторов Корсаковского морского торгового порта Министерства морского флота СССР, Сахалинская область                                                             | 02.04.1981      | транспорт     | *Киевская область               | [ ГС 22 ] |
| 23 | Кравчук Владимир Иванович       | 23.08.1932 — 03.07.2016 | Звеньевой совхоза «Комсомолец» Анивского района Сахалинской области | 13.03.1981      | сельхоз       | Тымовский район                 | [ ГС 23 ] |
| 24 | Ларионов Николай Иванович       | 14.02.1931 — 30.09.2005 | Машинист бумагоделательной машины Углегорского целлюлозно-бумажного комбината Министерства целлюлозно-бумажной промышленности СССР, Сахалинская область                                                                 | 20.04.1971      | леспром       | *Новгородская область           | [ ГС 24 ] |
| 25 | Ласков Григорий Андреевич       | 1939 — 14.02.2002       | Капитан сейнера-траулера «Сарбай» Сахалинского производственного объединения рыбной промышленности Министерства рыбного хозяйства СССР, гор. Невельск                                                                   | 21.06.1984      | рыбхоз        | *Новгородская область           | [ ГС 25 ] |
| 26 | Марещенков Пётр Григорьевич     | 28.06.1935 — 01.12.2024 | Буровой мастер конторы бурения № 1 объединения «Сахалиннефть» Министерства нефтедобывающей промышленности СССР, гор. Южно-Сахалинск Сахалинской области                                                                 | 23.05.1966      | нефтепром     | *Калужская область              | [ ГС 26 ] |
| 27 | Машковцева Антонина Алексеевна  | 10.12.1937 — 16.02.2015 | Доярка совхоза «Костромской» Холмского района Сахалинской области | 22.03.1966      | сельхоз       | *Ульяновская область            | [ ГС 27 ] |
| 28 | Межова Антонина Яковлевна       | 1922 — 23.10.2002       | Рабочая совхоза «Комсомолец» Анивского района Сахалинской области | 15.12.1972      | сельхоз       | *Амурская область               | [ ГС 28 ] |
| 29 | Минута Николай Трофимович       | 11.12.1925 — 1999       | Бригадир слесарей Холмского морского торгового порта Министерства морского флота СССР, Сахалинская область | 29.07.1966      | транспорт     | *Амурская область               | [ ГС 29 ] |
| 30 | Михайлов Андрей Кирьянович      | род. 18.12.1924         | Капитан малого рыболовного сейнера рыболовецкого колхоза «Ударник» Чеховского района Сахалинской области | 02.03.1957      | рыбхоз        | *Приморский край                | [ ГС 30 ] |
| 31 | Молоток Пётр Филиппович         | 01.12.1939 — 02.10.2017 | Звеньевой совхоза «Ударный» Углегорского района Сахалинской области | 23.12.1976      | сельхоз       | *Полтавская область             | [ ГС 31 ] |
| 32 | Муратов Жаудат Латыпович        | 1928 — 17.12.1996       | Буровой мастер нефтеразведки «Малое Сабо» треста «Дальнефтеразведка» объединения «Сахалиннефть» Сахалинского совнархоза                                                                                                 | 19.03.1959      | нефтепром     | *Татарстан                      | [ ГС 32 ] |
| 33 | Никитин Николай Иванович        | 1934—2002               | Капитан среднего морозильного рыболовного траулера «Невельский комсомолец» Управления океанического рыболовства производственного объединения «Сахалинрыбпром» Министерства рыбного хозяйства СССР, Сахалинская область | 23.01.1974      | рыбхоз        | *Новгородская область           | [ ГС 33 ] |
| 34 | Пересыпкин Василий Яковлевич    | 28.10.1926 — 21.06.2004 | Бригадир комплексной бригады Южно-Сахалинского ремонтно-строительного управления № 2 Министерства жилищно-гражданского строительства РСФСР, Сахалинская область                                                         | 07.05.1971      | строительство | *Самарская область              | [ ГС 34 ] |
| 35 | Подшивайлов Григорий Трофимович | 1901—1974               | Начальник участка бурения объединения «Дальнефть» Министерства нефтяной промышленности восточных районов СССР, Сахалинская область                                                                                      | 08.05.1948      | нефтепром     | *Алтайский край                 | [ ГС 35 ] |
| 36 | Пономарёв Семён Матвеевич       | 23.01.1928 — 02.03.2016 | Звеньевой совхоза «Краснопольский» Углегорского района Сахалинской области | 11.12.1973      | сельхоз       | *Пензенская область             | [ ГС 36 ] |
| 37 | Попченко Александр Михайлович   | 1929—1992               | Бригадир комплексной бригады Шахтёрского строительного управления треста «Сахалиншахтострой» Сахалинского совнархоза | 09.08.1958      | строительство | *Омская область                 | [ ГС 37 ] |
| 38 | Проявко Николай Иванович        | 30.01.1913 — 27.02.1981 | Забойщик шахты Долинская комбината «Сахалинуголь» Министерства угольной промышленности восточных районов СССР, Сахалинская область                                                                                      | 28.08.1948      | углепром      | *Черниговская область           | [ ГС 38 ] |
| 39 | Редкокаша Николай Васильевич    | 20.12.1929 — 03.08.1976 | Капитан среднего рыболовного траулера «Уфа» Управления тралового флота, Сахалинская область | 13.04.1963      | рыбхоз        | *Алтайский край                 | [ ГС 39 ] |
| 40 | Русанов Евгений Анатольевич     | 03.10.1928 — 11.05.2002 | Варщик целлюлозы Поронайского целлюлозно-бумажного комбината Министерства лесной, целлюлозно-бумажной и деревообрабатывающей промышленности СССР, Сахалинская область                                                   | 17.09.1966      | леспром       | *Одесская область               | [ ГС 40 ] |
| 41 | Савчук Мария Нефедьевна         | 12.03.1930 — 23.02.2023 | Доярка совхоза «Южно-Сахалинский» Анивского района Сахалинской области | 06.09.1973      | сельхоз       | *Калужская область              | [ ГС 41 ] |
| 42 | Сёмкин Иван Петрович            | 04.08.1911 — 12.01.1995 | Старший машинист паровоза Взморьевского участка тяги и подвижного состава Южно-Сахалинской железной дороги, Сахалинская область                                                                                         | 01.08.1959      | транспорт     | *Донецкая область               | [ ГС 42 ] |
| 43 | Силютин Фёдор Кузьмич           | 1913—1983               | Капитан рыболовного сейнера «Калуга» Управления морского рыболовного и зверобойного флота Министерства рыбного хозяйства СССР, гор. Холмск Сахалинской области                                                          | 07.07.1966      | рыбхоз        | *Краснодарский край             | [ ГС 43 ] |
| 44 | Смоленцев Михаил Константинович | 27.10.1934 — 06.10.2021 | Проходчик горных выработок шахты № 4 комбината «Сахалинуголь» Министерства угольной промышленности СССР, Сахалинская область                                                                                            | 30.03.1971      | углепром      | *Астраханская область           | [ ГС 44 ] |
| 45 | Соловьёв Виктор Фатеевич        | род. 1920               | Бригадир горнорабочих очистного забоя шахты «Долинская» комбината «Сахалинуголь» Министерства угольной промышленности СССР, Сахалинская область                                                                         | 29.06.1966      | углепром      | *Пермский край                  | [ ГС 45 ] |
| 46 | Сухачёв Иван Дмитриевич         | 1930 — 18.09.1994       | Тракторист Абрамовского леспромхоза Министерства лесной и деревообрабатывающей промышленности СССР, Тымовский район Сахалинской области                                                                                 | 07.05.1971      | леспром       | *Краснодарский край             | [ ГС 46 ] |
| 47 | Тимофеев Иван Фёдорович         | 04.02.1936 — 21.09.2011 | Звеньевой совхоза «Краснопольский» Углегорского района Сахалинской области | 30.04.1966      | сельхоз       | *Ульяновская область            | [ ГС 47 ] |
| 48 | Титяков Михаил Андреевич        | 18.07.1925 — 19.02.1986 | Бригадир комплексной бригады строительного управления № 2 Главстройтреста № 1, гор. Южно-Сахалинск Сахалинской области                                                                                                  | 11.08.1966      | строительство | *Белгородская область           | [ ГС 48 ] |
| 49 | Хан Александра Степановна       | 17.11.1906 — 08.05.1988 | Бригадир рыболовецкой бригады управления сейнерного флота Сахалинрыбпрома, Сахалинская область | 07.03.1960      | рыбхоз        | *Приморский край                | [ ГС 49 ] |
| 50 | Чайка Пайтан Герасимович        | 12.01.1915 — 03.09.1981 | Бригадир лова рыбобазы «Рыбное» Рыбновского рыбокомбината, Сахалинская область | 02.03.1957      | рыбхоз        | Охинский район                  | [ ГС 50 ] |
| 51 | Шалдыбин Аркадий Яковлевич      | 1912—1985               | Бригадир проходческой бригады шахты № 1—2 треста «Углегорскуголь» комбината «0уголь» Министерства угольной промышленности СССР, Сахалинская область                                                                     | 06.01.1966      | углепром      | *Самарская область              | [ ГС 51 ] |
| 52 | Шкор Иван Григорьевич           | 24.08.1927 — 18.09.2006 | Бригадир проходчиков горных выработок шахты № 16/17 треста «Углегорскуголь» комбината «Сахалинуголь» Министерства угольной промышленности СССР, Сахалинская область                                                     | 29.06.1966      | углепром      | *Черниговская область           | [ ГС 52 ] |
| 53 | Шорохова Валентина Ильинична    | 1938 — 10.06.2006       | Доярка молочно-овощного совхоза «Комсомолец» Анивского района Сахалинской области | 08.04.1971      | сельхоз       | *Калужская область              | [ ГС 53 ] |

## Уроженцы Сахалинской области, удостоенные звания Героя Социалистического Труда в других регионах СССР
| № | Фамилия, имя, отчество       | Даты жизни              | Деятельность | Дата присвоения | Отрасль        | Место рождения  | ГС       |
| - | ---------------------------- | ----------------------- | --- | --------------- | -------------- | --------------- | -------- |
| 1 | Багринцев Николай Васильевич | 01.12.1937 — 26.01.2014 | Бригадир трубогибщиков Севастопольского морского завода имени С. Орджоникидзе Министерства судостроительной промышленности СССР | 14.06.1977      | машиностроение | Тымовский район | [ ГС 1 ] |

## Герои Социалистического Труда, прибывшие в Сахалинскую область на постоянное проживание из других регионов
| № | Фамилия, имя, отчество | Даты жизни              | Деятельность                                                                                        | Дата присвоения | Отрасль | Место проживания | ГС       |
| - | ---------------------- | ----------------------- | --------------------------------------------------------------------------------------------------- | --------------- | ------- | ---------------- | -------- |
| 1 | Хан Дикчун             | 12.11.1909 — 10.10.1961 | Бригадир тракторной бригады 2-й Средне-Чирчикской МТС Средне-Чирчикского района Ташкентской области | 18.05.1949      | сельхоз | Анивский район   | [ ГС 1 ] |